# Затерянные во льдах
«Затерянные во льдах» (англ. Arctic) — исландский фильм 2018 года режиссёра Джо Пенны. Сценарий написан Джо Пенной и Райаном Моррисоном. Премьера фильма состоялась на Каннском кинофестивале 2018 года.

## Сюжет
Потерпевший крушение в Арктике пилот самолёта по имени Овергор (Мадс Миккельсен) пытается выжить в надежде, что его найдут и спасут. Его дни проходят за подачей радиосигналов с аварийного маяка и сбором скудного улова с самодельных удочек. Изредка его беспокоит белый медведь, от которого Овергор прячется в фюзеляже упавшего самолета.
Однажды, поднявшись на холм, Овергор замечает спасательный вертолёт и подаёт сигнал. Однако при попытке сесть, вертолет из-за сильнейшего ветра также терпит крушение. Овергор приходит к месту падения и обнаруживает, что один из пилотов погиб, а второй, молодая женщина (Мария Тельма Смарадоттир), жива, но не приходит в сознание, позднее Овергор обнаруживает, что она ранена. Он перетаскивает женщину в свой самолёт, а позже возвращается к вертолёту и находит там сани, кое-какие инструменты, а также карту. Несколько дней Овергор ухаживает за женщиной, которая практически не приходит в сознание. Поняв, что без срочной медицинской помощи она вскоре умрёт, он решается на отчаянный шаг, укладывает женщину на сани и, собрав все запасы, отправляется к метеостанции, расположенной к северу.
Их путь исключительно тяжёл, и несколько раз Овергору приходится удлинять маршрут, так как местность не позволяет ему протащить сани с женщиной напрямую. В одну из ночей спрятавшихся в небольшой каменной пещере путников пытается атаковать белый медведь. Овергору удаётся его прогнать при помощи сигнальной шашки. Однажды он видит кровотечение из ротовой полости у девушки - следствие серьезного воспаления легких. Затем Овергор проверяет рану и обнаруживает нагноение на швах. Таким образом, он делает вывод, что у нее не осталось шансов, и решает отправиться дальше один.
Спустя всего несколько шагов Овергор замечает под ногами обледеневший цветок и тут же проваливается в ущелье под снегом, получая открытую травму ноги. С трудом выбравшись из пещеры, путешественник возвращается к месту, где он оставил девушку и обнаруживает, что она пришла в сознание. Первый раз за все время они здороваются. Раскаявшись в своём поступке, Овергор, замотав шарфом собственную рану, продолжает медленно двигаться дальше, снова таща сани с женщиной.
Наконец, выбравшись на очередной холм, Овергор видит вдалеке ещё один спасательный вертолёт и двух мужчин рядом. Овергор отчаянно им сигнализирует, даже сжигает свою зимнюю куртку, но вертолёт улетает. Обессиленный Овергор, потеряв последнюю надежду, ложится рядом с женщиной, закрыв глаза. В это время рядом с ними садится вертолёт.

## В ролях
- Мадс Миккельсен — Овергор
- Мария Тельма Смарадоттир[англ.] — молодая женщина

## Создание
Рабочее название фильма — «На Марсе». По сценарию герой, потерпев крушение, не замерзал, а не мог дышать. Сценарий был изменён в связи с выходом в прокат фильма «Марсианин».

## Критика
Фильм получил в основном положительные оценки кинокритиков. На сайте Rotten Tomatoes фильм имеет рейтинг 88 % на основе 95 рецензий (84 положительные) критиков со средней оценкой 7,04 из 10.
Кинокритик Ефим Гугнин отметил отличие фильма от других киноработ о выживании: 

Казалось бы, классическая тема противостояния человека и природы уже несёт достаточный конфликт, но нет, киноделы раз за разом добавляют в неё ненужные обвесы: их героев обязательно должны ждать дома или терзать призраки прошлого… <…> 

…«Затерянные во льдах», фильм намеренно аскетичный и простой, выглядит чуть ли не жанровым прорывом. Хотя всё, что он делает (и делает прекрасно), — отбрасывает лишний груз сценарных условностей, убирает драматичные флешбэки и слезливые предыстории, сводит жанр до его азов. И обнаруживает, что глубоко внутри него уже и так был прекрасно работающий материал, просто его раньше усердно загораживали.— Рецензии: In the peaceful snow

## Номинации и награды
| Церемония              | Дата церемонии     | Номинация        | Номинант  | Результат | Источник |
| ---------------------- | ------------------ | ---------------- | --------- | --------- | -------- |
| Каннский кинофестиваль | 8—19 мая 2018 года | «Золотая камера» | Джо Пенна | Номинация | [ 7 ]    |